# Branko Kelemina
Branko Kelemina, slovenski politik, * 20. avgust 1952.
Kelemina je bil kot član SDS poslanec 3. državnega zbora Republike Slovenije.